# Религия
Религията е организирана система от вярвания, културни системи и мирогледи, които свързват човечеството с даден порядък на съществуване. Много религии имат свои митологии, символи и свещени истории, предназначени да обяснят смисъла на живота или произхода на света. От религиозните вярвания за Вселената и човешката природа хората извеждат практически правила като морал, етика, религиозно право или желателен начин на живот. Според някои оценки в света съществуват около 4 200 религии.
Много от религиите имат организирано поведение, духовенство, дефиниции за членство или съпричастност, свещени места и текстове. Практикуването на дадена религия може да включва също ритуали, проповеди, почитане или поклонение пред Бог или божества, жертвоприношения, транс, инициации, погребални служби, брачни церемонии, медитация, молитва или други страни на човешката култура. Вярата в истинността на религиозните „истини“ не се базира на никакви наблюдения получени на базата на научния метод от повторими опити в контролирани среди, както са всички научни теории, на които са базирани съвременните науки – биология, химия, физика и медицинскияте науки.
Понятието религия понякога се използва като аналогично на вяра, система от вярвания и дори набор от задължения. В същото време, по думите на Емил Дюркем, религията се различава от личната вяра по това, че тя е „нещо, крайно социално“. Според глобална анкета, проведена през 2012 година, 59% от хората по света са религиозни, а 36% са нерелигиозни, включително 13% атеисти, като делът на религиозните намалява с 9 процентни пункта спрямо 2005 година. Средно жените са по-религиозни от мъжете. Някои хора следват няколко религии или множество религиозни принципи едновременно, независимо от това дали съответните религиозни системи традиционно позволяват синкретизма.

## Наименование
Думата „религия“ произлиза от латинската religio, която означава „уважение към свещеното, почитане на боговете“.
Произходът и първоначалното значение на латинската дума не са изяснени, като съществуват различни хипотези. Една от тях, присъстваща още в текстове на Цицерон, я свързва с представката за повторение re- и глагола lego („чета“) в смисъл на „избирам“, „преглеждам“ или „разглеждам внимателно“. Съвременни изследователи, като Том Харпър и Джоузеф Камбъл, предпочитат да извеждат religio от ligare („обвързвам, свързвам“) – така с представката re- се получава „свързвам отново“, значение, популяризирано от Августин Блажени в неговата интерпретация на Лактанций.
Според филолога Макс Мюлер думата religio първоначално има по-тесен смисъл и означава само „преклонение пред Бог или боговете, внимателно обмисляне на божествените неща, пиетет“. Според Мюлер много други култури от тази епоха, като тези на Древен Египет, Древна Персия и Древна Индия, имат подобен подход, като за тях това, което днес наричаме религия, би било просто „закон“.
Много езици имат думи, които обикновено се превеждат като „религия“, но се използват в по-различен смисъл, а в някои езици изобщо няма такава дума. Например, санскритската дума „дхарма“ понякога се превежда като „религия“, но означава и закон. Първоначално в средновековна Япония също има единство между „имперски закон“ и „закон на Буда“, като тези източници на правото започват да се разграничават по-късно. В иврит няма точно съответствие на думата „религия“, а юдаизмът не разграничава отчетливо религиозна, национална, расова и етническа идентичност.

## Определения
Има множество определения за понятието религия, като тук са разгледани само няколко от тях. Типични речникови определения на религия са „вяра в или почитане на бог или богове“ или „служба и почитане на Бог или свръхестественото“. В същото време много изследователи разширяват определенията като „вяра в бог“, тъй като те не могат да обхванат цялото многообразие на религиозната мисъл и опит.
Антропологът Едуард Бърнет Тайлър определя религията като „вярата в духовни същества“. През 1871 година той смята, че стесняването на дефиницията до вяра във върховно божество, съд след смъртта, идолопоклонничество и така нататък, би изключило много хора от категорията на религиозните и по този начин „има недостатъка да идентифицира религията с определени следствия, вместо с по-дълбокия мотив, който лежи под тях“. Той също така твърди, че вярата в духовни същества съществува при всички известни общества.
Основоположникът на интерпретативната антропология Клифърд Гиърц дефинира религията като „система от символи, която действа за установяването на мощни, всеобхватни и дълготрайни предразположения и мотивации у хората чрез формулиране на представи за общ порядък на съществуване и обличайки тези представи с такова излъчване на действителност, че предразположенията и мотивациите изглеждат единствено реалистични“. Позовавайки се изглежда на Тайлъровия „по-дълбок мотив“, Гиърц отбелязва, че „имаме много малка представа как, в емпиричен смисъл, се извършва това конкретно чудо. Знаем само, че то се извършва, ежегодно, ежеседмично, ежедневно, за някои хора почти ежечасно; и имаме огромна етнографска литература, която демонстрира това“. Богословът Антоан Вергот също акцентира върху „културната действителност“ на религията, която той определя като „съвкупността на езиковите прояви, емоции, действия и знаци, които се отнасят към свръхестествено същество или свърхестествени същества“. Той разглежда понятието „свръхестествено“ като всичко, надхвърлящо силите на природата или човешките възможности.
Социологът Емил Дюркем, в своя влиятелен труд „Елементарни форми на религиозен живот“, определя религията като „единна система от вярвания и практики, отнасящи се към свещените неща“, а под „свещени неща“ разбира нещата, които са „обособени и забранени – вярвания и практики, които обединяват в една морална общност, наричана Църква, всички, които се придържат към тях“. В същото време свещените неща не са ограничени до богове или духове – по този начин будизмът се включва в тази дефиниция на религията. И обратното – свещени неща могат да бъдат „скала, дърво, извор, камъче, парче дърво, къща, с една дума всичко може да бъде свещено“. Религиозните вярвания, митове, догми и легенди са изображенията, които изразяват природата на тези свещени неща, както и приписваните им качества и сили.
В своята книга „Разновидностите на религиозния опит“ психологът Уилям Джеймс дефинира религията като „чувствата, действията и опитът на отделните хора в тяхната самота, доколкото те се разглеждат сами като намиращи се в отношение към това, което могат да смятат за божествено“. Под „божествено“ Джеймс разбира „всеки обект, който е богоподобен, независимо дали е конкретно божество или не“, към който индивидът се чувства подтикнат да реагира с тържественост и сериозност.
Отзвук от определенията на Уилям Джеймс и Емил Дуркем може да се открие също в текстовете на Фредерик Фере, който определя религията като „начинът на човек да оценява най-всестранно и интензивно“. По сходен начин за богослова Паул Тилих вярата е „състоянието да си крайно ангажиран“, което „е само по себе си религия. Религията е субстанцията, основата и дълбината на духовния живот на човека“. В края на XVIII век Фридрих Шлайермахер дефинира религията като „усещане за пълна зависимост“. Неговият съвременник Георг Вилхелм Фридрих Хегел остро се разграничава от този възглед, определяйки религията като „Божествения дух, самоосъзнаващ Себе си чрез крайния дух“.
Когато религията се разглежда в смисъла на „свещено“, „божествено“, интензивно „оценяване“ или „крайна ангажираност“, става възможно да се разбере защо научните открития и философската критика не притесняват задължително нейните последователи.

## Религиозна вяра и поклонение
Религиите обединяват големи групи от хора и осигуряват пътищата, по което всеки един от тях може да живее в живота си в истина и с цел.
Религиите са разширени семейства. Те разширяват границите на семейството до племето или до родовата група, а много от тях дори разширяват по-нататък границите на племето, създавайки едно семейство от всички хора на земята, както биха казали християните, или превръщайки ги в единна общност умма, както биха казали мюсюлманите.
Създавайки кодекс на поведение (като етиката или закона), установявайки споделяна от общността картина на реалността, религиите дават на хората възможност да живеят уверено. Вярата е увереността, че онова, което се утвърждава от религията е надеждно. Увереността е укрепването на вярата чрез споделянето и с другите. Това означава, че хората могат да разпознават приятели от врагове и могат да разберат злонамерено ли подхожда някой към тях или не.
Религиозните кодекси за разпознаване на очаквано поведение не само внасят ред в обществото, образувайки често йерархични структури. Те дават на всички негови членове, включително най-бедните и непривилегированите, възможността за религиозен успех.

## Религиозни направления
През 19 и 20 век сравнителното религиознание класифицира религиозните възгледи във философски дефинирани категории, наричани „световни религии“. Някои съвременни учени смятат, че не всички религии са разделени една от друга от взаимно изключващи се философии. Те смятат, че няма особен смисъл да се приписва на определени практики дадена философия и дори те да се определят като религиозни, вместо като културни, политически или обществени. Съвременните психологически изследвания за природата на религиозността показват, че е по-добре да се говори за религията, като за относително непроменливо явление, което трябва да се разграничи от конкретните културни норми.
Петте най-многочислени религиозни групи в света, които наброяват общо около 5 милиарда души, са християнството, ислямът, будизмът, индуизмът и китайската народна религия.
| Петте най-големи религии | Последователи, 2000 г. | Дял от населението на света (2000) | Последователи, 2010 г. | Дял от населението на света (2010) |
| ------------------------ | ---------------------- | ---------------------------------- | ---------------------- | ---------------------------------- |
| Християнство             | 2 милиарда             | 33%                                | 2,2 милиарда           | 32%                                |
| Ислям                    | 1,2 милиарда           | 19,6%                              | 1,6 милиарда           | 23%                                |
| Индуизъм                 | 811 милиона            | 13,4%                              | 1 милиард              | 15%                                |
| Китайска народна религия | 385 милиона            | 6,4%                               | —                      | —                                  |
| Будизъм                  | 360 милиона            | 5,9%                               | 500 милиона            | 7%                                 |

Списъкът на религиозни направления, даден по-долу, е само опит за обобщаване на основните регионални и философски влияния върху съответните общности, а не пълно описание на всяка религиозна общност, нито обяснение на основните елементи на индивидуалната религиозност.
- Авраамическите религии са монотеистични религии, практикувани в целия свят. Общо за тях е приемането на Петокнижието за първоначален свещен текст, въпреки че степента, в която то е интегрирано в отделните поднаправления варира значително.

- Юдаизмът е най-старата авраамическа религия, водеща началото си от древна Палестина. Той се основава главно на Петокнижието, за което привържениците му смятат, че е предадено от Бог на хората чрез пророка Моисей през 1400 година пр.н.е. То, наред с останалата част от Еврейската Библия и с Талмуда, е основният религиозен текст на юдаизма. Днес негови последователи са около 13 милиона души, от които около 40% живеят в Израел и 40% – в Съединените щати.
- Християнството се основава на записаното в книгите на юдеите и предсказвано от пророците в еврейския народ идване на Спасител (Христос) на човечеството и изпълването на това пророчество с раждането, смъртта и възкресението на Господ Иисус Христос (съвременното летоброене поставя Неговото раждане като отправна точка – 1 век). Животът в плът и учението на Иисус Христос – Синът Божи и Месия – са представени в Светото Евангелие. Основно послание на християнството е, че чрез възкресението на Христос човек получава възможност за вечен живот с Него, ако по свободната си воля Го последва. Бог се разкрива в християнството като Единосъщна и неразделна Троица, обединяваща Бог Отец, Бог Син и Светия Дух – три личности (ипостаси) на единствения Бог. Най-краткото и същевременно пълно определение на вярата на християните се съдържа в Никейския символ на вярата. Ученията, които не изповядват това определение или изменят предаденото в Светото писание учение, християнството нарича ереси. Основни такива учения в християнството по броя на последователите им са:
  - Римокатолицизъм, отделящ се като изменено християнско учение в периода 7 – 11 в. и окончателно отпадащ от Църквата с Голямата схизма от 1054 година. Сред основните причини са въвеждането на фигурата на римския папа и самоволна промяна в Символа на вярата. Римокатолическата църква обединява Западната църква и 22 източнокатолически църкви.
  - Протестантство, отделило се от Римокатолическата църква след Реформацията от 16 век и подразделящо се от своя страна на множество деноминации.
  - Нехалкедонски църкви, отделили се от православието в средата на 1 хилядолетие, които днес имат последователи главно в Азия и Североизточна Африка.

- Ислямът е учение на единствения ислямски пророк Мохамед (7 век), основано на смесица от древноарабски, еврейски, християнски и отчасти персийски вярвания, техни интерпретации и собствени допълнения и разбирания на Мохамед за бога и отношенията му с човека. Важен момент в исляма е принципът, че човек може да приеме исляма, но няма право да се откаже от него (в противен случай трябва да бъде наказан със смърт), а самата дума „ислям“ означава „подчинение на бога“ („мюсюлманин“ означава „който се подчинява на Аллах“). Ислямът е преобладаващата религия в Северна Африка, Близкия изток и значителна част от Централна и Южна Азия. В исляма има множество поднаправления, най-значителните сред които са сунизмът и шиизмът .
- Бахайството е религиозно течение, възникнало през 19 век в Иран от смятания за пророк Бахаулла и разпространило се след това в различни части на света. Последователите му вярват в единството на всички религиозни философии и признават всички пророци на юдаизма, християнството и исляма.
- Съществуват и множество по-малки авраамически общности, които могат да се разглеждат като обособени от основните направления – мормони, свидетели на Йехова, самаритяни, друзи, растафарианци и други.

- Индийските религии водят началото си от Индийския субконтинент. Сред общите за повечето от тях концепции са дхарма, карма, прераждане, мантра.

- Индуизъм е сборно понятие, описващо сходните философии на вайшнавизма, шиваизма и други свързани течения. Той не е монолитна религия, а група от независими религиозно-философски направления, споделящи някои общи черти. Разпространен е главно в Индия.
- Джайнизмът се основава на ученията на Паршва (9 век пр.н.е.) и Махавира (6 век пр.н.е.). Разпространен е главно в Индия.
- Будизмът е създаден от Сидхарта Гаутама през 6 век пр.н.е. Последователите му смятат, че той е желаел да помогне на съзнателните същества да прекратят своите страдания, като осъзнаят действителната същност на света и напуснат цикъла на страдание и прераждане (самсара), достигайки нирвана. Съвременният будизъм включва няколко основни направления:
  - Теравада, разпространен главно в Шри Ланка и Югоизточна Азия, споделя повече общи черти с останалите индийски религии. В основата му е обширен сборник от текстове, известен като Палийски канон.
  - Махаяна е група будистки учения, които водят началото си от Китай, и в наши дни запазват влиянието си във Виетнам, Корея и Япония, както и в Западния свят.
  - Ваджраяна, понякога разглеждан и като част от махаяна, възниква в Тибет и се разпространява в съседните области, включително в Монголия.

- Сикхизмът е монотеистична религия, основана през 15 век от Нанак и неговите последователи в Пенджаб.

- Иранските религии са древни религиозни направления, преобладаващи в Иран преди неговата ислямизация. Днес последователите им са ограничени малцинства, главно в Близкия изток.

- Зороастризмът се основава на учението на пророка Зороастър (6 век пр.н.е.). Последователите му почитат богът, създател на света, Ахура Мазда. В зороастризма доброто и злото имат отделни и независими източници, като злото се опитва да разруши творението на Ахура Мазда, а добро се стреми да му попречи.
- Мандаянизмът е монотеистична гностична религия, макар и силно повлияна от иранския дуализъм.

- - Язданизмът включва отделни няколко групи кюрди, чиито религиозни възгледи са силно повлияни от исляма, но включват и множество предислямски елементи.

- Народна религия е сборно понятие, обхващащо множество слабоорганизирани местни религиозни общности, които не могат да се причислят към изброените по-горе групи. Някои от тези общности понякога се определят като привърженици на езичество, шаманизъм, анимизъм, култ към предците или тотемизъм.

- Африкански традиционни религии е категория, обхващаща всички религиозни практики в Африка преди навлизането там на исляма и християнството, като например религията на йоруба. Те се разпространяват и в Америка, където стават основа на местни синкретични форми, като сантерия, кандомбле, умбанда, вуду.
- Американските народни религии включват религиите на ацтеки, инки, маи и останалите местни народности преди европейската колонизация.
- Китайската народна религия се практикува от китайци по целия свят и включва множество елементи на конфуцианството и даоизма, както и известни будистки влияния.
- Шинтоизмът в Япония е традиционната религия, но в продължение на векове се практикува успоредно с будизма.
- Корейският шаманизъм, силно повлиян от будизма, е традиционната религия в Корея. За разлика от шинтоизма той никога не е кодифициран в стандартна форма.